# Деннард (Арканзас)
Деннард (англ. Dennard) — переписна місцевість (CDP) в США, в окрузі Ван-Бюрен штату Арканзас. Населення — 496 осіб (2020).

## Географія
Деннард розташований за координатами 35°44′52″ пн. ш. 92°33′0″ зх. д. / 35.74778° пн. ш. 92.55000° зх. д. (35.747892, -92.550073).  За даними Бюро перепису населення США в 2010 році переписна місцевість мала площу 56,29 км², з яких 56,21 км² — суходіл та 0,08 км² — водойми.

## Демографія
Згідно з переписом 2010 року, у переписній місцевості мешкало 530 осіб у 220 домогосподарствах у складі 148 родин. Густота населення становила 9 осіб/км².  Було 288 помешкань (5/км²). 
Расовий склад населення:
| - 95,3 % — білих |

До двох чи більше рас належало 4,5 %. Іспаномовні складали 1,3 % від усіх жителів.
За віковим діапазоном населення розподілялося таким чином: 23,2 % — особи молодші 18 років, 60,4 % — особи у віці 18—64 років, 16,4 % — особи у віці 65 років та старші. Медіана віку мешканця становила 45,0 року. На 100 осіб жіночої статі у переписній місцевості припадало 100,8 чоловіків;  на 100 жінок у віці від 18 років та старших — 94,7 чоловіків також старших 18 років.
Середній дохід на одне домашнє господарство  становив 29 227 доларів США (медіана — 17 377), а середній дохід на одну сім'ю — 41 256 доларів (медіана — 27 679). За межею бідності перебувало 32,6 % осіб, у тому числі 100,0 % дітей у віці до 18 років та 12,4 % осіб у віці 65 років та старших.
Цивільне працевлаштоване населення становило 83 особи. Основні галузі зайнятості: роздрібна торгівля — 44,6 %, будівництво — 22,9 %, публічна адміністрація — 8,4 %, освіта, охорона здоров'я та соціальна допомога — 8,4 %.